# Bisztrjagi
Bisztrjagi (oroszul: Быстряги) falu Oroszországban, a Kirovi területen, az Oricsi járásban. A Transzszibériai vasútvonal egyik vasútállomása. Oricsitől 20 km-re, Kirovtól 60 km-re délnyugatra található.